# Sceliphron spirifex
L'insetto vasaio (Sceliphron spirifex Linnaeus, 1758) o vespa-vasaio  è un imenottero apoideo della famiglia Sphecidae, diffuso in Africa e nell'Europa meridionale.

## Descrizione
La lunghezza del corpo è in media di 19,6 mm nei maschi e di 23,7 mm nelle femmine, con un'apertura alare che va da 25 a 35 mm. Particolarità dell'insetto sono le lunghe zampe posteriori, le quali misurano quanto il suo corpo, e che tiene penzoloni durante il volo. L'addome, a goccia, è collegato al torace tramite il peduncolo (segmento sottile), di lunghezza almeno pari a quella dell'addome stesso. Gli adulti hanno una livrea in prevalenza nera con alcune parti gialle (peduncolo e parti delle zampe).

## Biologia

### Alimentazione
La sua alimentazione differisce a seconda dell'età: da adulta si nutre di nettare (favorendo così l'impollinazione), mentre nella fase larvale è carnivora e alquanto vorace. 

### Riproduzione
La riproduzione avviene in nidi di fango. La scelta del luogo in cui costruire il nido dipende da fattori importanti quali l'ombra e il riparo dalla pioggia, con una netta preferenza per i posti a meno di 1,5 m dal suolo. Tra i luoghi preferiti per la nidificazione: tettoie o cornicioni di ricoveri abbandonati, cataste di legna, l’interno di costruzioni rurali (come stalle e pollai).
Il nido consiste in una o più celle a forma di tubo: la costruzione di ogni cella avviene in modo concentrico, attorno alla sua cavità centrale, con palline di fango modellate dalle mandibole e dalle zampe anteriori. Una volta che una cella si è asciugata, la femmina la rifornisce di prede (ragni paralizzati dalla sua puntura, necessari allo sviluppo della larva); successivamente l'uovo, uno per ogni cella, in genere è deposto sull'addome della prima preda (quella collocata nella parte più profonda della cella). Altre prede verranno aggiunte fino al riempimento della cella. Infine copre il nido (l'apertura di ciascuna cella) con uno strato di fango. Data la maggiore protezione offerta dalle abitazioni dell'uomo rispetto ai posti originari (strapiombi, mucchi di roccia, ecc.), questa copertura di fango sembra non essere più necessaria: un'ipotesi formulata dopo aver trovato che solo due nidi su cinque erano stati chiusi.

Rispetto al contenuto delle celle, in uno studio è emerso che la quasi totalità delle prede è della famiglia Araneidae (le rimanenti sono delle famiglie Clubionidae, Thomisidae, Salticidae): in particolare dei generi Larinioides (più della metà dei ragni) e Araneus (circa un sesto dei ragni). Inoltre, la stragrande maggioranza delle prede è allo stadio giovanile.

## Distribuzione e habitat
La specie ha un areale che va dall'Africa settentrionale all'Europa meridionale. In particolare, è autoctona dell'Italia: ampiamente diffusa in gran parte della Penisola, risulta assente solo in Valle d'Aosta, Trentino-Alto Adige, Umbria, Molise e Basilicata.